# ریوا دی سولتو
ریوا دی سولتو (به ایتالیایی: Riva di Solto) یک کومونه در ایتالیا است که در استان برگامو واقع شده‌است.

## خصوصیات
ریوا دی سولتو ۸٫۶ کیلومترمربع مساحت و ۸۳۸ نفر جمعیت دارد و ۱۸۶ متر بالاتر از سطح دریا واقع شده‌است.